# Finala Campionatului European de Fotbal 2024
Finala Campionatului European de Fotbal 2024 a fost un meci de fotbal pentru a determina câștigătoarea Campionatului European de Fotbal 2024. Meciul a fost cea de-a 17-a finală a Campionatului European UEFA, un turneu cvadrienal disputat de echipele naționale masculine ale asociațiilor membre ale UEFA pentru a decide campionii Europei. Meciul a avut loc pe Stadionul Olimpic din Berlin, Germania, pe 14 iulie 2024 și a fost disputat de către Spania, aflându-se la a cincea sa finală, și de Anglia, care a ajuns în a doua sa finală consecutivă.
Spania a câștigat turneul după ce a învins-o pe Anglia cu scorul de 2-1. Spania și-a adjudecat astfel al patrulea trofeu al Campionatului European din palmares, devenind echipa cu cele mai multe Campionate Europene câștigate. Spania va concura ulterior în Cupa Campionilor CONMEBOL-UEFA din 2025 împotriva câștigătoarei Copa América 2024. Pentru Anglia a fost cea de-a doua sa finală consecutivă pe care a pierdut-o, după ce a fost învinsă și în cea din 2021 de către Italia.

## Locul de desfășurare

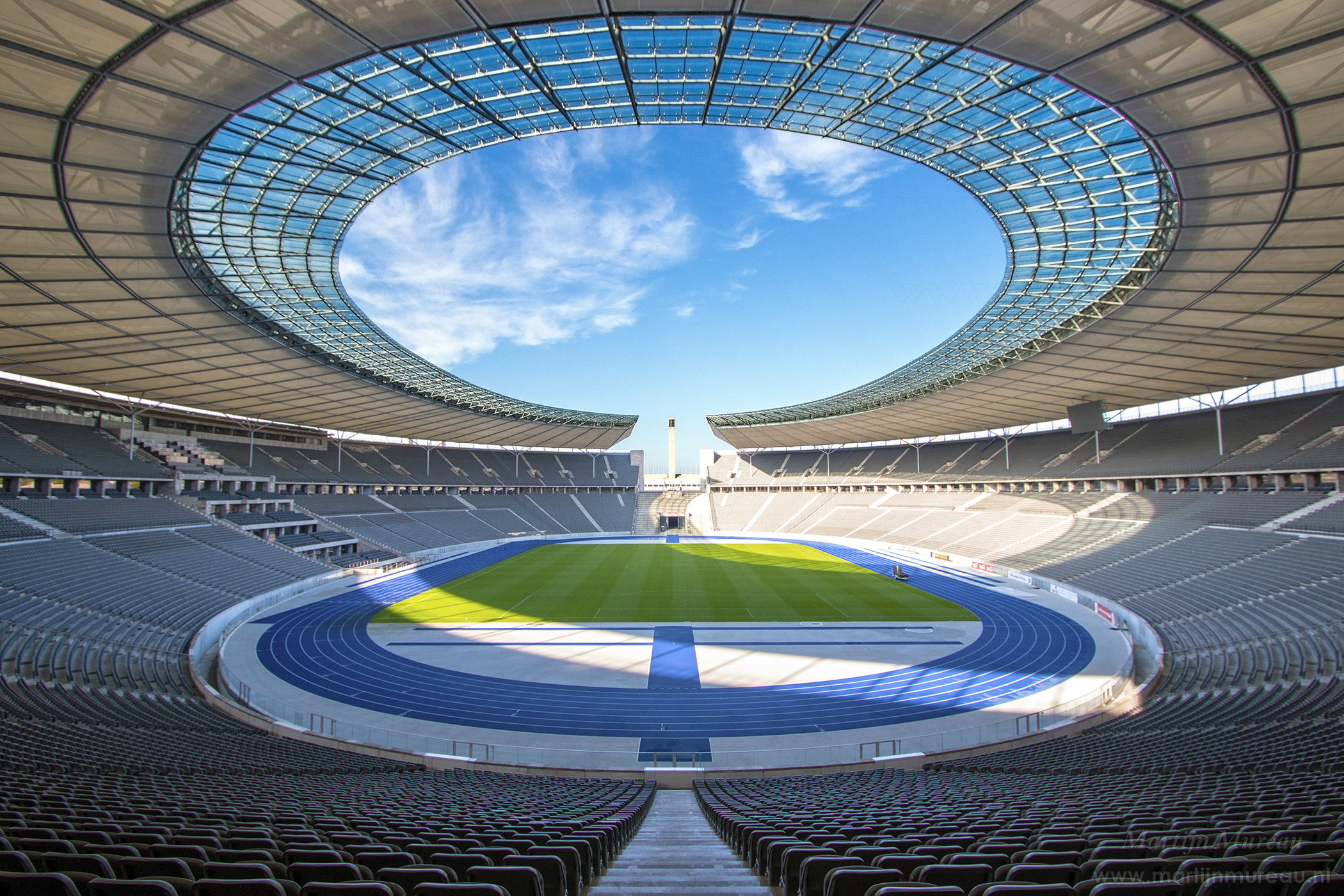
Interiorul Stadionului Olimpic

Finala a avut loc pe Stadionul Olimpic din Berlin, Germania, situat în vestul cartierului Charlottenburg-Wilmersdorf. Pe 27 septembrie 2018, UEFA a anunțat că turneul din 2024 va avea loc în Germania, după ce a învins Turcia la votul de selecție a gazdelor de la Nyon, Elveția.  Olympiastadion a fost ales ca locație finală a turneului de către Comitetul Executiv al UEFA în mai 2022, unde a fost anunțat că va găzdui și trei meciuri din faza grupelor, un meci din optimile de finală și un meci de sferturi de finală în cadrul turneului.
Stadionul Olimpic a fost deschis în 1936 în Parcul Olimpic din Berlin, care a servit special pentru Jocurile Olimpice de vară din 1936. Stadionul este deținut de statul Berlin și este stadionul de acasă al clubului de fotbal Hertha BSC din 1963. Naționala Germaniei și-a jucat ocazional și meciurile de acasă pe stadion. Olympiastadion a găzduit, de asemenea, mai multe meciuri semnificative, inclusiv mai multe meciuri de la Cupa Mondială din 1974 și cea din 2006, care a inclus finala dintre Italia și Franța. Acesta a fost locul de desfășurare a meciului final al competiției DFB-Pokal în fiecare an din 1985. De asemenea, a servit ca loc de desfășurare a Campionatului Mondial de Fotbal Feminin 2011 precum și a finalei Ligii Campionilor din 2015 dintre Barcelona și Juventus.

## Drumul spre finală

### Spania
| Rd. | Adversar | Rezultat   |
| --- | -------- | ---------- |
| 1   | Croația  | 3–0        |
| 2   | Italia   | 1–0        |
| 3   | Albania  | 1–0        |
| 1/8 | Georgia  | 4–1        |
| 1/4 | Germania | 2–1 (d.p.) |
| 1/2 | Franța   | 2–1        |

Spania s-a calificat la turneu în calitate de câștigătoare a grupei A a preliminariilor, câștigând șapte din cele opt meciuri, singura înfrângere fiind suferită în fața Scoției, și a fost repartizată în grupa B, alături de Croația, Italia, actuala deținătoare a titlului, și Albania. Spania și-a început campania cu o victorie cu 3-0 în fața Croației pe Stadionul Olimpic din Berlin, Álvaro Morata deschizând scorul pentru La Roja în minutul 29, apoi Fabián Ruiz a dublat avantajul în minutul 32, iar Dani Carvajal a adăugat un al treilea gol pentru Spania în minutul 47. Prin începerea acestui meci, Lamine Yamal a devenit cel mai tânăr jucător care și-a făcut apariția la un turneu final al Campionatului European UEFA. Spania a jucat apoi cu deținătoarea titlului și rivala sa, Italia, pe Arena AufSchalke, câștigând cu 1-0, singurul gol venind dintr-un autogol al lui Riccardo Calafiori în minutul 55.  Spania și-a încheiat apoi campania din faza grupelor cu o nouă victorie cu 1-0 în fața Albaniei pe Merkur Spiel-Arena, singurul gol fiind marcat de Ferran Torres în minutul 13. Selecționerul Luis de la Fuente a făcut schimbări majore în unsprezecele de start deoarece Spania își asigurase deja primul loc în grupă.
În faza eliminatorie, Spania a jucat cu a treia clasată din grupa F în optmile de finală, Georgia, care se afla la primul ei turneu final, pe RheinEnergieStadion, câștigând partida cu 4-1 prin golurile marcate de Rodri în minutul 39, Fabián în minutul 51, Nico Williams în minutul 75 și Dani Olmo în minutul 83. Robin Le Normand și-a înscris un autogol care a servit drept gol de consolare pentru Georgia în minutul 18. În sferturile de finală, Spania a jucat împotriva gazdelor, Germania, pe MHPArena, într-o reeditare a finalei Campionatului European din 2008, pe care Spania a câștigat-o cu 1-0. Spania a câștigat și această dispută, de data asta cu 2-1 după prelungiri, Olmo deschizând scorul pentru Spania în minutul 51, Florian Wirtz egalând apoi pentru Germania în minutul 89. În mod dramatic, Mikel Merino a marcat în minutul 119, trimițând Spania în semifinale și eliminând băieții lui Julian Nagelsmann. În semifinale, Spania a jucat cu vicecampioana mondială din 2022, Franța, pe Allianz Arena, într-o reeditare a finalei Campionatului European din 1984 și a finalei Ligii Națiunilor UEFA din 2021, ambele câștigate de Franța. Cu toate acestea, Spania și-a luat revanșa și a câștigat de data aceasta. Randal Kolo Muani a deschis scorul pentru francezi în minutul 9, dar Yamal a egalat apoi în minutul 21, iar Olmo a marcat apoi golul victoriei pentru Spania în minutul 25 - acesta a fost inițial dat ca un autogol al lui Jules Koundé, dar după o revizuire a fost dat lui Olmo - acest lucru a trimis Spania în prima sa finală de Campionat European de la apariția în finala din 2012 împotriva Italiei, pe care au câștigat-o cu 4-0. Yamal a devenit, de asemenea, cel mai tânăr jucător care înscrie într-un Campionat European UEFA.

### Anglia
| Rd. | Adversar      | Rezultat                |
| --- | ------------- | ----------------------- |
| 1   | Serbia        | 1–0                     |
| 2   | Danemarca     | 1–1                     |
| 3   | Slovenia      | 0–0                     |
| 1/8 | Slovacia      | 2–1 (d.p.)              |
| 1/4 | Elveția       | 1–1 (d.p.) (5–3 d.l.d.) |
| 1/2 | Țările de Jos | 2–1                     |

Anglia s-a calificat la turneu în calitate de câștigătoare a grupei C a preliminariilor, câștigând șase din cele opt meciuri de calificare. Anglia a fost repartizată în grupa C la turneul final împreună cu Serbia, Danemarca și Slovenia. Anglia și-a deschis campania cu o victorie cu 1-0 în fața Serbiei pe Arena AufSchalke, cu Jude Bellingham marcând în minutul 13. Anglia a jucat apoi împotriva Danemarcei pe Waldstadion, într-o reeditare a semifinalei de la Campionatul European precedent, pe care Anglia a câștigat-o cu 2-1 după prelungiri. De data aceasta s-a încheiat la egalitate, 1-1. Harry Kane a marcat devreme, în minutul 18, dar danezul Morten Hjulmand a egalat înainte de pauză, în minutul 34. Anglia a încheiat faza grupelor înfruntând Slovenia pe RheinEnergieStadion, care s-a încheiat fără goluri. Anglia a terminat pe primul loc în grupă, cu cinci puncte, și a avansat în faza eliminatorie pentru a juca împotriva unei echipe de pe locul trei din una dintre grupele D, E sau F.
În faza eliminatorie, Anglia a jucat cu a treia clasată din Grupa E în optimi, Slovacia, pe Arena AufSchalke, unde Anglia a câștigat cu 2-1. Ivan Schranz a deschis scorul pentru Slovacia în minutul 25. La finalul reprizei a doua, Anglia a fost la câteva secunde distanță de a fi eliminată din competiție, înainte ca golul din foarfecă al lui Bellingham din minutul 5 al timpului suplimentar să trimită meciul în prelungiri. Kane a marcat imediat după începerea prelungirilor, în minutul 91. În sferturile de finală, Anglia a jucat cu Elveția pe Merkur Spiel-Arena, unde au remizat 1-1 după prelungiri, Breel Embolo deschizând scorul pentru Elveția în minutul 75, iar Bukayo Saka egalând apoi pentru Anglia în minutul 80. Cu scorul egal după prelungiri, meciul a ajuns la loviturile de departajare, pe care Anglia le-a câștigat cu 5-3. Cole Palmer, Bellingham, Saka, Ivan Toney și Trent Alexander-Arnold au transformat loviturile pentru Anglia, iar Fabian Schär, Xherdan Shaqiri și Zeki Amdouni au transformat pentru Elveția. Doar Manuel Akanji a ratat penaltiul de deschidere al Elveției, care a fost apărat de portarul englez Jordan Pickford. În semifinale, Anglia a jucat cu Țările de Jos pe Westfalenstadion, unde Anglia a câștigat cu 2-1. Xavi Simons a deschis scorul pentru neerlandezi în minutul 7, însă Kane a egalat apoi după un penalti controversat acordat pentru un fault asupra lui Kane de către Denzel Dumfries în urma unei revizuiri VAR în minutul 18. Anglia și-a asigurat apoi victoria pe finalul meciului, când Palmer l-a ajutat pe Ollie Watkins să înscrie în minutul 90, trimițându-i pe englezi în prima lor finală a unui turneu major desfășurat în afara țării lor și în a doua finală consecutivă a Campionatului European după ce au apărut în finala Campionatului European din 2020 pe stadionul Wembley, pe care au pierdut-o în fața Italiei.

### Confruntările directe
Cea mai recentă confruntare a lor într-un turneu major pentru seniori a fost sfertul de finală al Campionatului European din 1996, pe care Anglia l-a câștigat cu 4-2 după loviturile de departajare, meciul încheindu-se 0-0 după 120 de minute. Actualul selecționer al Angliei, Gareth Southgate, a fost fundaș central titular pentru Cei trei lei. Singura victorie a Spaniei în fața Angliei la un turneu major a fost o victorie cu 1-0 în meciul din faza grupelor Campionatului Mondial din 1950.
Ultimele meciuri competitive ale celor două echipe au avut loc în Liga A a Ligii Națiunilor UEFA 2018-2019, ambele echipe câștigând în deplasare; Spania a câștigat cu 2-1 pe Wembley, în timp ce Anglia a câștigat cu 3-2 pe Estadio Benito Villamarin din Sevilla.
Echipele Sub-21 ale ambelor țări au jucat finala Campionatului European Sub-21 din 2023, pe care Anglia a câștigat-o cu 1-0. Au jucat Álex Baena (pentru Spania), Cole Palmer și Anthony Gordon (ambii pentru Anglia), care se află în loturile pentru Euro 2024.
În fotbalul masculin și feminin, de tineret și de seniori, aceasta este a patra finală de turneu Anglia-Spania în puțin peste un an, după finala Campionatului European Sub-21 UEFA din 2023, finala Campionatului Mondial la feminin din 2023 și finala Campionatului European Sub-21 UEFA din 2024.

## Meciul

### Detalii
| Spania                                    | 2 – 1  | Anglia            |
| ----------------------------------------- | ------ | ----------------- |
| - Nico Williams 47' - Mikel Oyarzabal 86' | Raport | - Cole Palmer 73' |

| Spania | Anglia |

| P                 | 23 | Unai Simón        |     |     |
| FD                | 2  | Dani Carvajal     |     |     |
| FC                | 3  | Robin Le Normand  |     | 83' |
| FC                | 14 | Aymeric Laporte   |     |     |
| FS                | 24 | Marc Cucurella    |     |     |
| MC                | 16 | Rodri             |     | 46' |
| MC                | 8  | Fabián Ruiz       |     |     |
| ED                | 19 | Lamine Yamal      |     | 89' |
| MO                | 10 | Dani Olmo         | 31' |     |
| ES                | 17 | Nico Williams     |     |     |
| A                 | 7  | Álvaro Morata (c) |     | 68' |
| Schimbări:        |    |                   |     |     |
| M                 | 18 | Martín Zubimendi  |     | 46' |
| A                 | 21 | Mikel Oyarzabal   |     | 68' |
| F                 | 4  | Nacho             |     | 83' |
| M                 | 6  | Mikel Merino      |     | 89' |
| Antrenor:         |    |                   |     |     |
| Luis de la Fuente |    |                   |     |     |

| P                | 1  | Jordan Pickford |       |     |
| FC               | 2  | Kyle Walker     |       |     |
| FC               | 5  | John Stones     | 53'   |     |
| FC               | 6  | Marc Guéhi      |       |     |
| MD               | 7  | Bukayo Saka     |       |     |
| MC               | 26 | Kobbie Mainoo   |       | 70' |
| MC               | 4  | Declan Rice     |       |     |
| MS               | 3  | Luke Shaw       |       |     |
| MO               | 11 | Phil Foden      |       | 89' |
| MO               | 10 | Jude Bellingham |       |     |
| A                | 9  | Harry Kane (c)  | 25'   | 61' |
| Schimbări:       |    |                 |       |     |
| FW               | 19 | Ollie Watkins   | 90+1' | 61' |
| MF               | 24 | Cole Palmer     |       | 70' |
| FW               | 17 | Ivan Toney      |       | 89' |
| Antrenor:        |    |                 |       |     |
| Gareth Southgate |    |                 |       |     |

| Omul meciului: Nico Williams (Spania) Arbitrii asistenți: Cyril Mugnier (Franța) Mehdi Rahmouni (Franța) Al patrulea oficial: Szymon Marciniak (Polonia) Arbitru asistent de rezervă: Tomasz Listkiewicz (Polonia) Arbitru asistent video (VAR): Jérôme Brisard (Franța) Asistenți VAR: Willy Delajod (Franța) Massimiliano Irrati (Italia) | Regulile meciului - 90 de minute. - 30 de minute de prelungiri dacă este necesar. - Lovituri de departajare dacă scorul este încă la egalitate. - 12 înlocuitori numiți. - Maximum de 5 schimbări, cu o a șasea permisă în prelungiri. - Maximum trei posibilități de a face înlocuiri, cu o a patra permisă în prelungiri |